# ایان استنلی
ایان کریستوفر استنلی (زاده ۲۸ فوریه ۱۹۵۷) نوازنده، ترانه‌نویس و تهیه‌کننده ضبط انگلیسی است. او قبلاً در دهه ۱۹۸۰ عضو گروه انگلیسی تی‌یرز فور فی‌یرز بود و نقش مهمی در ساخت آلبوم دوم مولتی-پلاتین گروه به نام آهنگ‌ها از صندلی بزرگ داشت.